# The Lost Boys
The Lost Boys is een Amerikaanse horrorfilm met komische elementen uit 1987 die zich richt op een jonge doelgroep. Ze won in 1988 een Saturn Award voor beste horrorfilm. The Lost Boys werd in 2008 opgevolgd door titel Lost Boys: The Tribe, waarin acteur Corey Feldman terugkeert als Edgar Frog.  Later verscheen er nog een direct-naar-dvd: Lost Boys: The Thirst.

## Verhaal
Na een scheiding komen Michael Emerson (Jason Patric), Sam Emerson (Corey Haim) en moeder Lucy (Dianne Wiest) wonen in de kustplaats Santa Carla, California. 

Ze trekken in bij Lucy’s vader (Barnard Hughes). In Santa Carla is het ’s avond nog een genoeglijk drukte met jongelui. Als Michael en Sam het uitgaansleven verkennen, wordt Michael aangetrokken door een bijzonder mooi meisje, genaamd Star (Jami Gertz). Als Michael haar volgt, komt hij al snel in contact met haar stoere vriend David (Kiefer Sutherland) en zijn luidruchtige motorvrienden. 

David daagt Michael uit hen te volgen op de motor. Zo komt Michael bij een soort geheime ontmoetingsplaats van de groep, waar David hem wat te eten en te drinken aanbiedt. De volgende dag weet Michael niet meer wat er gebeurd is. Sam heeft twee vrienden gemaakt in een stripboekwinkel in de personen van de Frog broers, Edgar (Corey Feldman) en Alan (Jamison Newlander). Zij adviseren hem een vampierstripboek te lezen en goed te onthouden wat in het boek staat. Sam vindt dat wat vreemd, want hij houdt helemaal niet van horrorstrips. Totdat hij thuis ontdekt dat Michael niet helemaal zichzelf is, altijd een zonnebril draagt en … nauwelijks meer een spiegelbeeld heeft. 

De schok is groot voor Sam als hij beseft dat zijn grote broer een vampier geworden is. Direct roept hij de hulp van de gebroeders Frog in. Zij leggen hem uit dat het nog niet te laat is. Het enige dat ze moeten doen is hoofdvampier zoeken en doden, dan kan zijn broer gered worden. Maar wie is de hoofdvampier? Als moeder Lucy vervolgens haar nieuwe baas Max (Edward Herrmann) te eten meeneemt, doen Sam en de Frog broers nogal rare testen met hem. Michael, die zwaar verliefd is op Star, wordt ondertussen steeds verder uitgedaagd door David, die ook zo zijn enge kanten heeft.

## Rolverdeling
| Acteur                 | Personage                    |
| ---------------------- | ---------------------------- |
| Jason Patric           | Michael                      |
| Kiefer Sutherland      | David                        |
| Corey Haim             | Sam                          |
| Corey Feldman          | Edgar Frog                   |
| Jami Gertz             | Star                         |
| Billy Wirth            | Dwayne                       |
| Dianne Wiest           | Lucy                         |
| Edward Herrmann        | Max (als Ed Herrmann)        |
| Kelly Jo Minter        | Maria                        |
| Jamison Newlander      | Alan Frog                    |
| Barnard Hughes         | Grootvader                   |
| Alex Winter            | Marko (als Alexander Winter) |
| Brooke McCarter        | Paul                         |
| Chance Michael Corbitt | Laddie                       |
| Cody                   | Nanook (Sam's hond)          |